# Paragnorimus glaseri
Paragnorimus glaseri är en skalbaggsart som beskrevs av Henry Fuller Howden 1971. Paragnorimus glaseri ingår i släktet Paragnorimus och familjen Cetoniidae. Inga underarter finns listade i Catalogue of Life.